# Монровіль (Алабама)
Монровіль (англ. Monroeville) — місто (англ. city) в США, в окрузі Монро штату Алабама. Окружний центр та найбільший населений пункт округу. Населення — 5951 особа (2020).

## Географія
Монровіль розташований за координатами 31°30′58″ пн. ш. 87°19′40″ зх. д. / 31.51611° пн. ш. 87.32778° зх. д. (31.516223, -87.327714). За даними Бюро перепису населення США в 2010 році місто мало площу 34,65 км², з яких 34,64 км² — суходіл та 0,02 км² — водойми.

## Демографія
Згідно з переписом 2010 року, у місті мешкало 6519 осіб у 2656 домогосподарствах у складі 1723 родин. Густота населення становила 188 осіб/км². Було 3056 помешкань (88/км²).
Расовий склад населення:
| - 55,7 % — чорних або афроамериканців - 42,1 % — білих - 0,3 % — корінних американців - 0,3 % — азіатів |

До двох чи більше рас належало 1,2 %. Частка іспаномовних становила 0,8 % від усіх жителів.
За віковим діапазоном населення розподілялося таким чином: 24,6 % — особи молодші 18 років, 57,4 % — особи у віці 18—64 років, 18,0 % — особи у віці 65 років та старші. Медіана віку мешканця становила 40,2 року. На 100 осіб жіночої статі у місті припадало 87,7 чоловіків; на 100 жінок у віці від 18 років та старших — 80,9 чоловіків також старших 18 років.
Середній дохід на одне домашнє господарство становив 41 317 доларів США (медіана — 30 678), а середній дохід на одну сім'ю — 48 478 доларів (медіана — 40 268). За межею бідності перебувало 36,7 % осіб, у тому числі 51,7 % дітей у віці до 18 років та 21,4 % осіб у віці 65 років та старших.
Цивільне працевлаштоване населення становило 1768 осіб. Основні галузі зайнятості: освіта, охорона здоров'я та соціальна допомога — 20,5 %, виробництво — 16,9 %, публічна адміністрація — 15,3 %, роздрібна торгівля — 14,6 %.

## Історія
Монровіль отримав назву «Літературна столиця штату Алабама» через те, що тут мешкало багато відомих письменників, таких як Гарпер Лі, Трумен Капоте, Майк Стюарт, Сінтія Такер і Марк Чилдресс.
Округ Монро був заснований в 1815 році на землях, переданих місцевими індіанськими племенами. Монровіль, колись відомий як Сентервілл, був перейменований на честь Джеймса Монро і зареєстрований 15 квітня 1899 року.
Монровіль, що знаходиться в безпосередній близькості від плантацій Чорного Пояса, було поселенням, в основному, сільськогосподарським. В середині 1930-х тут відкрилася текстильна фабрика та разом з виробництвом з деревини сприяла динамічному розвитку місцевої економіки.
Монровіль залишається регіональним центром і транспортним вузлом. У той час як текстильна промисловість перемістилася за кордон, сільське господарство та деревина залишаються важливою частиною місцевої економіки.
Монровіль є місцем, де щороку в травні проводиться симпозіум письменників.
У травні 2005 року Monroeville отримав звання «Досконалого поселення Алабама», яке визнає місто, як одне з найкращих місць для життя в Алабамі.

## Персоналії
- Гарпер Лі (1926—2016) — американська письменниця та публіцистка.